# Chris Von Erich
Chris Barton Adkisson (Dallas (Texas), 30 september 1969 - Denton (Texas), 12 september 1991), beter bekend als Chris Von Erich, was een Amerikaans professioneel worstelaar. Hij was de zoon van Fritz Von Erich en de broer van Kerry, Kevin, Mike en David.

## Dood
Frustraties en depressies over de dood van zijn broers heeft Chris zelfmoord doen plegen. Hij schoot met zijn wapen door zijn hoofd. Hij was 21 jaar.

## In worstelen
- Afwerking en kenmerkende bewegingen
  - Iron Claw

## Kampioenschappen en prestaties
- World Wrestling Entertainment
  - WWE Hall of Fame (Class of 2009)